# 아프리카의 경제

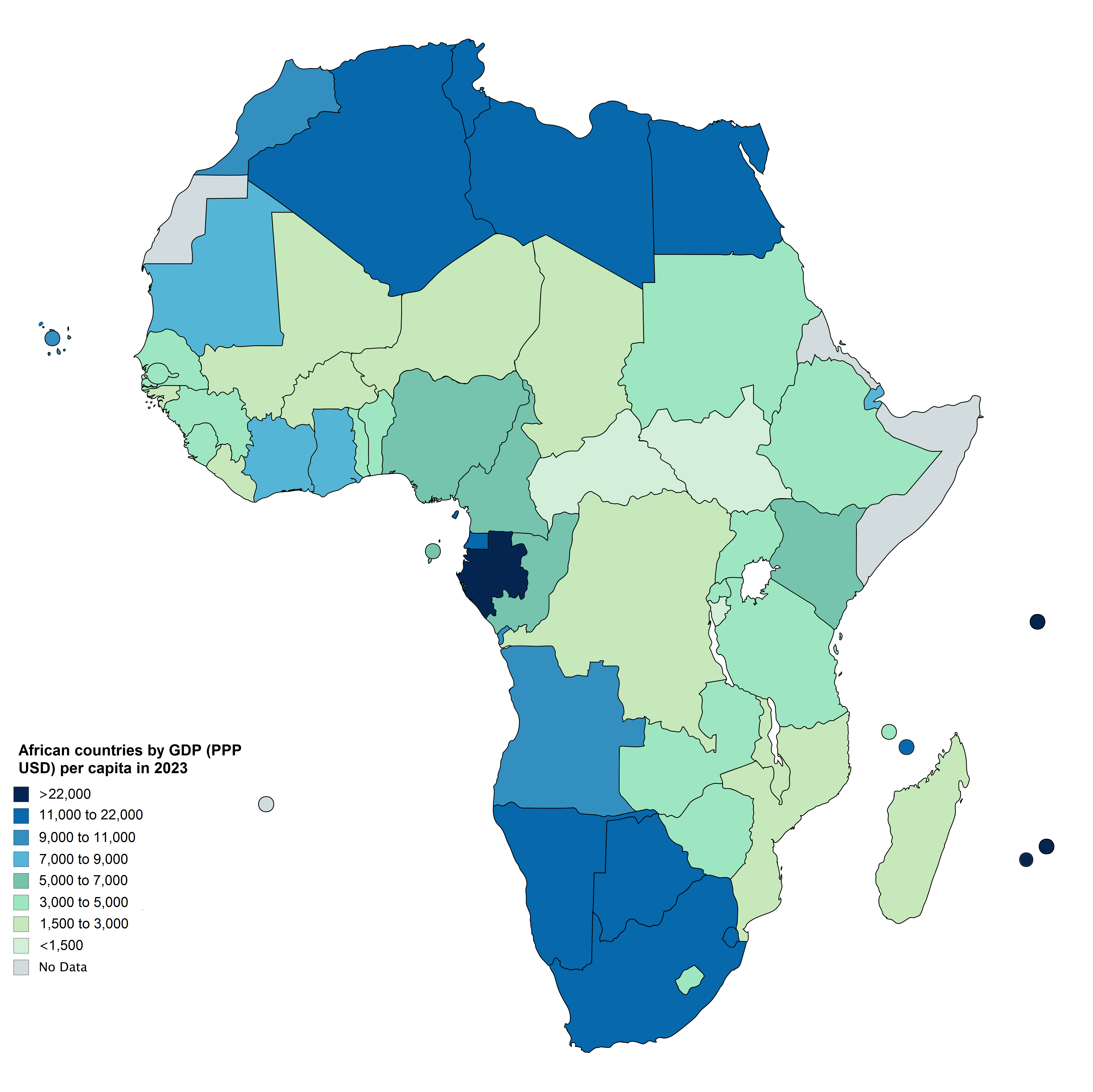
아프리카 국가들의 2023년 1인당 구매력 평가 기준 GDP

아프리카의 경제는 무역, 산업, 인적 자원으로 구성된다. 2022년 기준 아프리카의 인구는 14억 명에 달하며 중위 연령은 19세이다.

## 산업
자연 환경이 좋지 못한 아프리카는 최근까지도 열대 대륙 또는 암흑 대륙으로 알려지고 있으며, 산업은 나일강의 유역과 기니만 연안 및 남부의 일부를 제외하고는 세계적으로 뒤떨어진 발달 형태를 취해 왔다. 대륙 전체로 보아 북부의 면화·밀·담배·감자 등의 농업과 중·남부의 금·금강석·우라늄 등의 광업, 남부의 양모·타조털의 축산업으로 크게 구분되며, 이외에 고무·팜유·카카오·상아 등이 산출되고 있다.아프리카의 경제활동을 보면 전반적으로 비교적 원시적 생산기술과 조직을 바탕으로 자연에 밀착한 생산·소비가 오랫동안 지속되어 왔다.
그러던 것이 15세기 무렵 유럽인과의 접촉에 의해 변화되기 시작하여, 17~18세기에는 노예무역의 악영향을 받았다. 19세기에는 산업혁명에 의해 진보된 유럽 각국의 원료획득장소·제품판매시장으로 전락하여 19세기 말에는 거의 전지역이 식민지화되었다. 식민지시대에 유럽인의 토지 수탈·투자·무역활동에 의해 아프리카 각국의 경제는 완전히 세계 자본주의 체제 속으로 흡수되었다.
국가별 경제 유형은 다음과 같다.
| 경제 유형                            | 나라                                  |
| ------------------------------------ | ------------------------------------- |
| 유럽인 입식형                        | 남아프리카공화국 알제리 케냐 짐바브웨 |
| 광산자원개발형                       | 잠비아 콩고 공화국 콩고 민주 공화국   |
| 아프리카인 소농생산·열대농산품수출형 | 가나 나이지리아 우간다 세네갈         |

이러한 유형은 모두 한정된 종류의 수출품에 의존하고 일반소비물자·생활필수품은 수입한다는 단일경작형 식민지경제였다.
아프리카 각국이 독립한 뒤인 1960년대 ~ 1980년대에 이르는 기간 동안 경제개발도 아시아·라틴아메리카에 비해 낮은 수준이었다. 독립 후 각국이 공업과 농업 개발 촉진을 위해 장기개발계획을 책정·실시하고 있지만, 농업생산이 정체되어 1인당 식량생산도 대부분의 국가에서 떨어지고 있다.
아프리카경제는 대체로 낮은 수준의 기술에 의지해 자급자족적인 농업을 영위하며, 중요한 광물자원이 풍부하게 매장되어 있으나 자원개발은 외국자본과 기술에 의존하고 있다. 더욱이 공업도 낮은 수준에 머물러 있어서 지금까지도 세계경제의 변동에 대응하는 데 매우 취약한 경제구조를 벗어나지 못하고 있는 실정이다.

### 농·목업
자연 조건의 영향으로 열대우림기후 지역인 중부 아프리카의 광대한 지역은 더위와 풍토병 및 밀림지역으로 개척이 늦어져 아직도 원시 농법인 화전과 하크경작이 행하여지고 있으며, 북부와 남부의 사바나 지역은 성숙기와 결실기에 건조한 기후가 필요한 작물을 플랜테이션에 의해 재배하고 있다.
주요 산물은 나일강 유역의 면화·담배·밀·감자·쌀, 지중해 연안의 개자리속·올리브·코르크·포도, 동아프리카의 면화·사이잘 삼, 남부아프리카의 밀, 포도·기니만(황금해안) 연안의 카카오·기름야자·커피·고무 등이 생산된다.목축은 남반구의 3대 목양지라고 할 수 있으며 북부지방에서 양·산양, 남부지방에서 소·양·타조 등이 사육되고 양모·타조털이 많이 생산되고 상아도 많다.
다른 대륙에 비해 인구밀도는 낮지만, 농경에 적합한 땅은 강수량·토질에 따라 한정되어 있다. 비옥한 지역은 카메룬산록과 동부의 고원지역 정도이다. 농경은 비교적 원시적인 농업기술에 의해 행하여져, 대부분의 지역에서는 괭이와 작은 칼이 유일한농기구로 사용되고 있다. 목축이 가능한 지역도 한정되어 있고, 거름주기나 트랙터의 사용도 제한되어 있는 등, 대부분의 지역이 화전에 의존하는 농사를 짓고 있다. 아프리카 각국에서 생산되는 코코아·팜유·땅콩·고무·사이잘삼·설탕·잎담배·면화 등을 열대·아열대 농산품은 아프리카농민들의 현금수입원인 동시에 각국의 중요한 수출품이다. 이 밖에도 감자·카사바·플랜틴바나나·쌀·기장·수수 등의 식량작물을 생산한다. 특히 코코아는 전 세계 생산량의 2/3가 아프리카에서 생산되며, 1970년대 말까지는 코트디부아르가 세계 제1의 생산국이었다. 커피도 세계의 약 1/4을 아프리카에서 생산하며, 코트디부아르가 가장 많이 수출하고 있다. 우간다의 커피수출액은 자국 수출액의 90%를 차지하며, 에티오피아의 경우에는 약 70%에 이른다. 땅콩 생산도 아프리카가 전 세계의 1/4을 차지하여, 수단과 세네갈이 대량수출국이다.
그러나 과거 주요 수출국이었던 나이지리아는 가뭄으로 인해 생산량이 격감하여 70년대 후반에는 반대로 수입을 하게 되었다. 또한 마가린·비누·세제의 원료인 팜유 역시 전 세계 생산량의 1/4이 아프리카에서 생산되며, 나이지리아·콩고·코트디부아르가 주요 생산국이다. 사이잘삼은 아프리카에서 세계의 약 2/5를 생산하며, 그 가운데 절반 정도를 탄자니아에서 생산하고 있다. 아프리카인구의 약 5%는 유목민으로 이들은 사헬지대 일대에서 생활한다.

### 임업
열대우림기후 지역에 열대삼림이 무성하나 여러 종류가 혼합되어 있어 같은 종류의 임산물을 대량으로 벌채하기 힘들고 교통이 불편하여 경제적 가치가 낮다. 그러나 콩고강 상류에 형성되고 있는 광대한 열대우림은 점차 개척이 이루어지고 있으며, 중부 해안의 고무와 지중해 연안의 코르크 등이 산출되고 있다.

### 광공업
아프리카에는 다이아몬드·금·우라늄·크롬·망간·구리·코발트·석유 등 주요광물이 매장되어 있으며, 철광석·인광석·주석·보크사이트 등의 매장·채굴량도 많다. 또한, 2차전지 등 청정에너지 산업에 필요한 핵심 광물 및 소재가 풍부한데, 2023년 기준 세계 광물 생산량 대비 아프리카 생산량은 백금(77.2%), 망간(61.0%), 코발트(43.9%), 인광석(23.5%), 천연흑연(12.6%) 등으로 나타났다.
특히 금은 전 세계 생산량의 약 74%가 산출되는데, 그 대부분이 남아프리카공화국에서 나며, 짐바브웨·가나에서도 일부 산출된다. 다이아몬드도 세계의 3/4을 차지하며 콩고·남아프리카공화국·보츠와나 등에서 산출된다.세계의 약 1/5을 산출하는 구리는 잠비아·콩고·남아프리카공화국 등지에서 채굴된다. 코발트는 콩고에서 세계의 약 1/2을 산출하고, 우라늄은 세계의 약 1/3이 아프리카에서 나는데, 남아프리카공화국과 나미비아가 주요 산출국이다.
이러한 광물자원의 개발은 식민지시대에는 식민국의 자본과 기술에 의해 진행되었고, 독립 후에는 아프리카 각국 정부와 외국의 자본 및 기술 협력으로 진행되는 경우가 많다.남아프리카공화국의 금(요하네스버그를 중심으로 세계 산액의 약 35.6%)·금강석은 세계 제4위를 차지하고, 킴벌리 지역의 사금(砂金), 콩고 지방의 구리와 최근 세계의 주목을 끌고 있는 원자 광석인 우라늄(샤바지방) 생산은 유명하다.
공업은 아직 발달이 미약하지만 2차 세계대전 후 저개발 지역의 독립과 더불어 경제개발에 전력하고 있기 때문에 그 발달이 기대되고 있다.공업개발은 백인들이 정주한 남아프리카공화국과 지리적으로 유럽과 가까우며 교역에 유리한 북아프리카지역 이외에는 거의 진행되지 않았다. 사하라 이남 지역의 주요 공업은 수입대체와 결부된 소비재 공업과 농산물·광산물 등의 1차가공업이다.식민지시대에는 공업개발이 등한시되었고 독립 후에야 비로소 공업화정책이 추진되었는데, 국내시장의 수요가 매우 적었기 때문에 설립된 공장도 전반적으로 소규모였다. 코트디부아르·나이지리아·가나·세네갈 등지에서는 의류·섬유·음료·담배·시멘트 등을 생산하고, 자동차·전기 제품의 조립생산도 시작되었다. 아프리카의 여러 도시에는 조직화된 근대공업부문과 함께 매우 영세한 수공업·잡제품생산 등이 공존하고 있었다. 공업개발과 관련해서 각국 모두 외국의 자본·기술·용역 등의 원조를 받아들임과 동시에 기업의 국유화 및 아프리카인화정책을 추진하고 있다.
사회주의정책을 펴고 있는 탄자니아와 에티오피아에서는 전면적인 국유화정책이, 잠비아·콩고·가나·기니에서도 대규모 광업의 국유화가 진행되고 있다. 또한 자유주의 정책을 취하던 나이지리아에서도 1971년 나이지리아 국립석유회사(NNPC) 설립을 계기로 석유의 국유화정책을 펴며 나이지리아인화정책을 취하고 있다.

## 무역
내륙지방의 상업은 낙타·타조에 의한 대상(隊商) 무역이 유럽의 상품과 물물교환 형식으로 행해지고, 상품으로서는 코프라·상아·금·고무·타조털 등이 사하라 사막 이남의 통북투에서 거래된다. 최근에는 자동차, 비행기를 이용하고 있으며 국제적인 무역이 행해지고 있다.
아프리카의 수출총액은 전 세계 수출총액의 4.2%에 지나지 않으며, 또한 수출의 82%는 선진국에 편향되어 있고 아시아나 중동으로의 수출은 1% 정도이다.
아프리카 무역의 특징은 1차생산품을 유럽·미국·일본 등 일부 선진국에 수출하고, 이들 나라로부터 기계·수송기기·전기기기·섬유제품·화학제품을 수입하는 개발도상형이다. 무역상대국은 수출·수입 모두 옛 식민국이 차지하는 비율이 높고 수출품 교역조건의 악화·정체, 수입원유가격의 상승 등에 따른 무역수지는 만성적인 적자를 나타내고 있다. 지역내 무역의 비율이 매우 낮다는 것 등을 들 수 있다.
아프리카 각국의 수출은 거의 모든 나라가 소수의 상품에 한정되어 있어 국제수지변동에 대응하는 능력이 매우 취약하고, 식민지시대에는 정부·정부기관이 매입가격을 통제하는 가격안정화 정책이 취해졌다. 1960년대 ~ 70년대에도 대부분의 1차생산품 가격이 낮았으나, 75년 유럽공동체(EC)와 아프리카 각국간에 체결된 로메협정에 의해 특정생산품을 수출할 때 수입이 감소하는 경우에는 EC가 보상·융자하는 제도(스타벡스)가 만들어졌다.

## 인프라

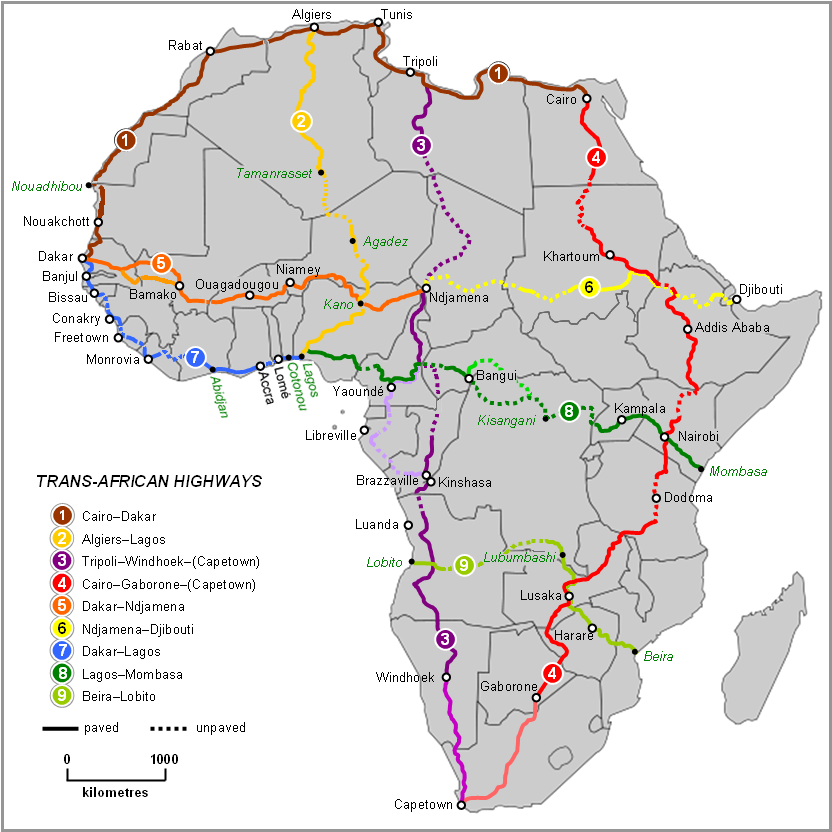
아프리카 횡단 고속도로

인프라 부족은 아프리카 경제에 있어 큰 문제로 지적된다. 아프리카에는 많은 항구가 있으나, 아시아와 달리 교통 인프라 부족으로 비용이 30~40% 증가한다. 철도 사업은 19세기 후반부터 광산 지역에서 중요한 역할을 하였다. 19세기 후반에는 대규모 철도 및 도로 프로젝트가 주요 특징이었다. 시대별로 볼 적에는, 철도는 식민지 시대에, 도로는 탈식민지 시대에 강조되었다.
아프리카 전역에서 대단위 인프라 사업이 진행 중에 있다. 주로 전력 생산 및 운송과 관련된 사업인데, 이외에도 포장도로, 철도, 공항, 기타 건설 사업이 진행 중이다.

## 지역경제통합
1970년대 아프리카의 지역내 무역비율은 약 4.2%로, 같은 개발도상지역인 아시아나 라틴아메리카의 20%에 비해 매우 낮다. 아프리카는 독립 후 각 지역마다 통합 계획이 추진되어 동부에서는 동아프리카 공동체(EAC), 북부에서는 마그레브상설위원회(CPCM), 서부에서는 서아프리카 경제 공동체(ECOWAS), 중부에서는 중앙아프리카관세경제동맹(UDEAC)이 각각 조직되어 지역내 관세의 인하, 노동·자본이동의 자유, 공동개발계획 등이 진행되고 있다. 그러나 실제적인 효과는 거의 없다. 현재 남아프리카공화국을 제외한 각국은 UN아프리카경제위원회(ECA)와 아프리카 개발은행 회원국으로서 지역간 협력을 추진하고 있다.

## 같이 보기
- 유엔 아프리카 경제 위원회
- 아프리카 경제 공동체
- 아프리카의 인구
- 아프리카의 언어
- 인간 개발 지수순 나라 목록
- 나라별 신용등급 목록
- 명목 국내 총생산순 나라 목록
- 일인당 명목 국내 총생산순 나라 목록
- 구매력 평가 기준 국내 총생산순 나라 목록
- 일인당 구매력 평가 기준 국내 총생산순 나라 목록
- 일인당 명목 국민 총소득순 나라 목록